# 我是有錢人
我是有錢人是歌手任賢齊的流行音樂EP，於2002年2月1日正式發行。

## 曲目
1. 我是有錢人
2. 小白臉
3. 美麗壞女人
4. 知難而退
5. 浪花一朵朵
6. 浪花一朵朵(電影版)

## 備註
- 知難而退

DEMO為《飛鳥》台灣版預購版贈品單曲<愛你的心>